# Справа Ленінградського товариства глухонімих
Справа Ленінградського товариства глухонімих — сфабрикована кримінальна справа. Репресивні заходи проти громади глухонімих в Ленінграді, що проходили 1938 року в Ленінграді. Є частиною Сталінського терору.
Це було однією з найбезглуздіших справ, її було сфабриковано НКВС, тоді глухих людей звинуватили в тому, що вони створили фашистсько-терористичну організацію у змові з консулом Німеччини у Ленінграді.

## Опис

### Події перед справою
У Татарстані 1 листопада 1937 року відбулася незвичайна подія: НКВС передали до суду 19 літніх (понад 60 років) і хворих заарештованих людей.
Казанський історик Степанов дотримується думки, що поліція мала наміри пом'якшити міру покарання для нездатних до важкого труду в таборах осіб.
Однак, коли в Москві на початку 1938 року «держбезпека» стояла перед подібною «проблемою», то вибрала найжорстокіше рішення. В кінці 1937 року трійкою були засуджені до різних термінів ув'язнення в таборі кілька сотень інвалідів і «обмежено працездатних».
Оскільки не вдалося направити всіх ув'язнених до концтаборів (управління таборів було проти їх прийому), співробітник НКВС Заковський, а з 20 січня начальник НКВС Москви і заступник Єжова, наказав знову передати їх справи трійці. Він проінструктував голову трійки М. І. Семенова, що всі вони повинні бути засуджені до «вищої міри покарання» (ВМП), що і сталося в лютому 1938 року.
Тоді 170 інвалідів (з ампутованими руками і ногами), сліпих, хворих на туберкульоз і серце були знищені лише тому, що в московських в'язницях потрібно було звільнити місце для нових ув'язнених, а керівництво Головного управління таборів розглядало їх як «брак», який не можна використовувати в економіці ГУЛАГу.
Заковський 1937-38 року заявив: «У Ленінграді ми просто оформляли на розстріл, і все. Що з ними в таборах возитися?»

### В Ленінграді
Репресивні заходи проти громади глухонімих в Ленінграді подібні певної націонал-соціалістичної операції (акція Т4: знищення душевнохворих і інвалідів): в серпні 1937 року поліція під час обшуку в квартирі одного глухонімого знайшла кілька листівок із зображеннями Гітлера. Це були стандартні вкладення до німецьких упаковок сигарет, що належали іншому глухонімого, що жив в цьому ж будинку — німецькому політемігранту Альберту Блюму.
Як виявилось згодом, ці вкладення у сигаретах були звичайною агітацією, які емігрант отримував від родичів з Німеччини, на той час вже під гітлерівською владою.
Керівник слідства начальник поліції придумав на підставі цих вкладишів справу «антирадянської, фашистської терористичної організації агента гестапо Альберта Блюма», пов'язану також з німецьким консулом в Ленінграді.

## Результати
До ленінградського НКВС прийшов наказ — знайти і розстріляти 4000 «зрадників». В результаті «пошуків» замість чотирьох було розстріляно 40 тисяч.
54 глухонімих, серед них представники культурної еліти великої Ленінградської громади глухонімих, були заарештовані. Після звичайних маніпуляцій при складанні протоколів допитів 17 грудня 1937 року всіх було засуджено трійкою: 34 чол. — до вищої міри покарання, 19 чол. — до 10 років ув'язнення в таборі.
Було також заарештовано і розстріляно майже все керівництво Товариства глухонімих.

## Пам'ять
2011 року в Петербурзі відкрито пам'ятник, що присвячений цьому епізоду — вертикальну плиту із зображенням ґрат, за якою дві долоні з розставленими пальцями.